# 野宮範子
野宮 範子（のみや のりこ、1959年3月14日は、日本のフリーアナウンサー。元北海道放送 (HBC) のアナウンサー。
北海道室蘭市出身。北海道室蘭栄高等学校、早稲田大学教育学部国語国文学科卒業。大学時代は早稲田スポーツ新聞会所属。
夫は、同じく元HBCアナウンサーでフリーアナウンサーの桜井宏。桜井との間に一男あり。

## 担当番組

### 北海道放送
- テレポート6
- ほっとないとHOKKAIDO[3]
- 決定!全日本歌謡選抜

### フリー転向後
- 情報ワイド 夕方Don!Don!（北海道テレビ）[1]
- イチオシ!（北海道テレビ）[5]
- F+ (AIR-G')
- 万世閣 T3 ティーキュービック (AIR-G')
- Vivid Couleur (AIR-G')
- 野宮的コフレ (AIR-G')
- さあ!トークだよ（北海道文化放送） - 月曜・火曜担当